# Cantó de Taulé
El cantó de Taulé (bretó Kanton Taole) és una divisió administrativa francesa situat al departament de Finisterre a la regió de Bretanya.

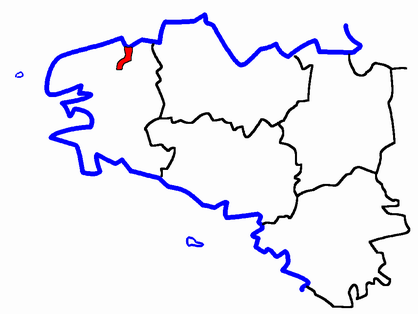
Situació del cantó

## Composició
El cantó aplega 5 comunes :
| Nom bretó | Nom francès | Nom gal·ló |
| Karanteg  | Carantec    | ---        |
| Gwiglann  | Guiclan     | ---        |
| Henvig    | Henvic      | ---        |
| Lokenole  | Locquénolé  | ---        |
| Taole     | Taulé       | ---        |

## Història
| Data d'elecció                           | Identitat       | Partit        | Qualitat |
| ---------------------------------------- | --------------- | ------------- | -------- |
| 2001-                                    | Raymond Mercier | Divers droite |          |
| les dades anteriors no són pas conegudes |                 |               |          |
|                                          |                 |               |          |

## Bibliograpfia
- Mikael Madeg, Surnoms bretons des pays "Chikolodenn", canton de Saint-Pol-de-Léon, "Etre an daou dreiz", canton de Taulé. – Saint-Thonan: Embann Kêredol, coll. «Surnoms celtiques», 2005. – 202 p., 21 cm. – ISBN 2-9517223-6-2.